# Cmentarze żydowskie w Koszalinie

## Stary cmentarz (ul. Orla)
Stary cmentarz żydowski w Koszalinie został założony w 1750. Korzystała z niego także społeczność żydowska z Sianowa (odległy o 10 km) i innych miejscowości. W 1900 cmentarz zamknięto. Cmentarz został całkowicie zdewastowany przez Niemców podczas „nocy kryształowej” w listopadzie 1938. Staraniem władz miasta i w porozumieniu z Gminą Wyznaniową Żydowską teren zdewastowanego starego cmentarza został uporządkowany. Ufundowano kamień pamiątkowy, obok którego postawiono jedyną zachowaną macewę odnalezioną w 2000  przez fotografa Zdzisława Pacholskiego w rzece dało się na niej odczytać nazwisko David Baruch oraz daty 16.07.1840–18.03.1879. Pomnik przeniesiono do Muzeum Koszalińskiego, a latem 2005 powrócił na cmentarz. W dniu 14 lipca 2005 roku odbyła się uroczystość otwarcia odrestaurowanej nekropolii. 

## Nowy cmentarz (ul. Racławicka)
Nowy cmentarz żydowski w Koszalinie został założony na początku XX wieku. Najstarsze pomniki pochodziły z 1900 wykonano je z granitu polerowanego z napisami w języku żydowskim i niemieckim. Cmentarz został zdewastowany jeszcze przed II wojną światową. Po zakończeniu wojny cmentarz został zlikwidowany. Nie zachował się żaden nagrobek. Na gruntach nowego cmentarza wzniesiono później budynki Studium Nauczycielskiego, obecnie Politechniki Koszalińskiej. 24 maja 2006  odsłonięto także pomnik w miejscu nowego cmentarza żydowskiego. Na stylizowanej na macewie płycie z płaskorzeźbą złamanego drzewa - powszechnego w żydowskiej sztuce sepulkralnej symbolu przerwanego życia - umieszczono napis w językach polskim i hebrajskim: Pamięci Żydów koszalińskich pochowanych na nowym cmentarzu (1900 - 1938). Niech dusze ich będą związane w węzełku żyjących.